# هامبورگ، شهرستان کلارک، ایندیانا
هامبورگ (به انگلیسی: Hamburg) یک منطقهٔ مسکونی در ایالات متحده آمریکا است که در شهرستان کلارک، ایندیانا واقع شده‌است. هامبورگ ۱۴۸٫۱۳ متر بالاتر از سطح دریا واقع شده‌است.